# Родезија на Летњим олимпијским играма 1928.
Јужна Родезија се такмичила (као Родезија) на Летњим олимпијским играма 1928. у Амстердаму, Холандија. Ово је био први пут да је земља учествовала на Олимпијским играма. Била је то једна од две колоније британске круне којима је Међународни олимпијски комитет дозволио да се такмиче као независне нације на Играма. Родезију су представљала два боксера, ниједан није успео да стигне до шансе за медаљу на својим турнирима.

## Позадина
Након пријаве британске колоније Јужне Родезије Међународном олимпијском комитету, земљи је дозвољено да се такмичи као независна нација за Летње олимпијске игре 1928. у Амстердаму, Холандија. Ово је била једна од две колоније британске круне којима је те године било дозвољено да самостално учествују, а друга је Малта. Јужна Родезија, како је тада била позната, такмичила се под именом Родезија. Двоје спортиста из Јужне Родезије изабрана су да се такмиче на играма 1928. године, оба у боксу, Сесил Бисет у лакој категорији и Леонард Хол у велтер категорији. Ово је најмањи број спортиста који је Родезија послала на Летње олимпијске игре, а са Летњих олимпијских игара 1980. као Зимбабве.

## Бокс
Родезију су представљала двојица спортиста у боксу на Олимпијским играма 1928. године, од којих је сваки наступио на јединим олимпијским играма. Бисет је био слободан у првом колу 7. августа, док је Хол победио Вилијама Валтера из Немачке одлуком на поене. Друго коло је одржано следећег дана, а такмичила су се оба Родезијца. Хол је са турнира избацио Кинтаро Усуда из Јапана, док је Бисет ишао у следеће коло после победе у свом првом мечу против Карлоса Орељане из Мексика. У четвртфиналу лаког бокса, Бисет је поражен од Карла Орландија из Италије.
| Име         | Догађај           | Шеснаестина финала                  | Осмина финала                       | Четвртфинале                       | Полуфинале         | Финале             |                    |
| Име         | Догађај           | Противник Резултат                  | Противник Резултат                  | Противник Резултат                 | Противник Резултат | Противник Резултат |                    |
| ----------- | ----------------- | ----------------------------------- | ----------------------------------- | ---------------------------------- | ------------------ | ------------------ | ------------------ |
| Сесил Бисет | Лака категорија   | Слободан                            | Карлос Орељана (MEX) · Поб на поене | Карло Орланди (ITA) · Изг на поене | Испао из такмичења | Испао из такмичења | Испао из такмичења |
| Леонард Хол | Велтер категорија | Вилијам Волтер (GER) · Поб на поене | Кинтаро Усуда (JPN) · Изг на поене  | Испао из такмичења                 | Испао из такмичења | Испао из такмичења | Испао из такмичења |